# Stazione di Castellanza (1887)
La stazione di Castellanza era una stazione ferroviaria posta sulla linea Saronno-Novara, e origine della linea Castellanza-Mendrisio (fino al 1977). La stazione venne dismessa nel 2010 e sostituita dalla nuova, era a servizio dell'omonima città.

## Storia
La stazione venne inaugurata insieme alla tratta Busto Arsizio-Saronno il 5 ottobre 1887.

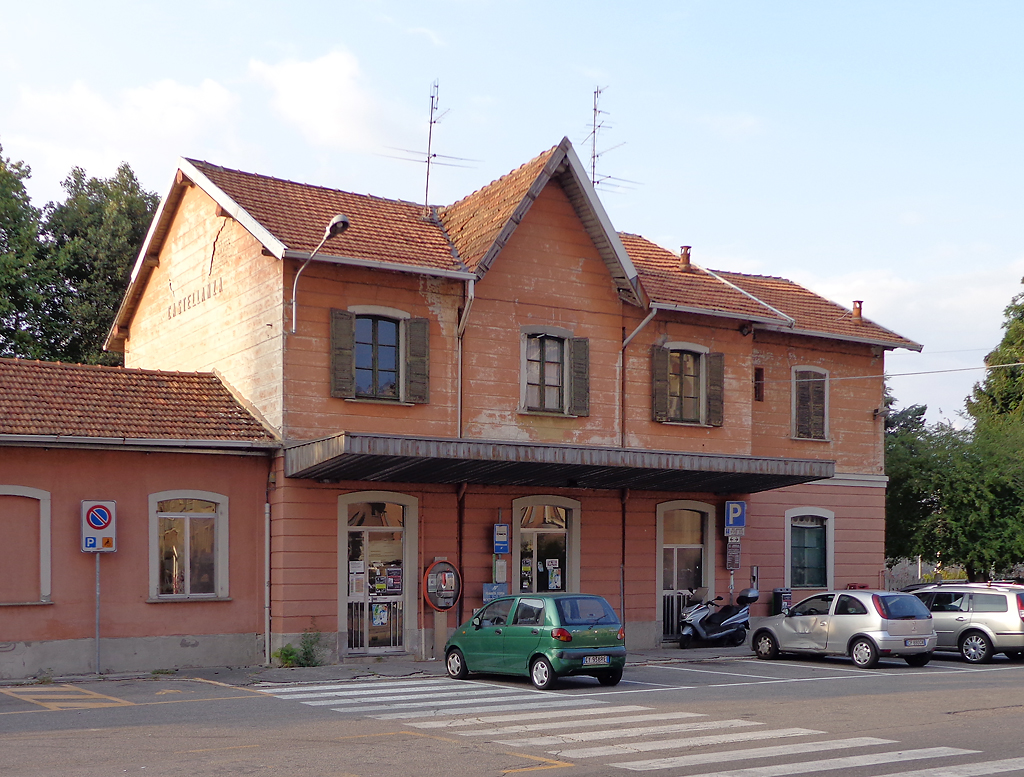
La stazione vista dal lato strada

Nel 1904 la stazione diventò di diramazione per la linea Castellanza-Mendrisio dove l'esercizio durò fino al 1977, da quell'anno la stazione servì solo per la Saronno-Novara. Nel 1990 venne fatto il raddoppio tra Saronno e Rescaldina nello stesso anno toccò il tronco tra Castellanza e Vanzaghello che venne inaugurata il 1º luglio 1996, il tronco da Rescaldina a Busto Arsizio (compresa la vecchia stazione di Castellanza) rimase a binario semplice per diversi anni.
Nel gennaio 2005 iniziarono i lavori di raddoppio e del tunnel tra Rescaldina e Busto Arsizio facendo così dismettere la tratta in superficie e nel gennaio 2010 la stazione cessò il suo servizio definitivamente e sostituita dalla nuova posta più a ovest (posta a Busto Arsizio), da quel giorno la stazione venne completamente abbandonata.

## Strutture e impianti
La stazione dispone di un fabbricato viaggiatori (molto simile a quello di Galliate, ma di dimensioni maggiori) e quattro binari, di cui due adibiti il trasporto passeggeri e due per il ricovero merci.

## Movimento
La stazione era servita dai treni regionali in servizio sulla tratta Milano–Saronno–Novara, e da alcuni treni del Malpensa Express provenienti da Milano Cadorna.